# Ondatrópica
Ondatrópica es una banda de cumbia anglo-colombiana que originalmente contaba con 35 miembros.

## Biografía
El grupo se formó en 2012 por la insistencia del colombiano Mario Galeano (Frente Cumbiero) y el DJ y productor inglés Will Holland (Quantic). El mismo año de su formación, Ondatrópica edita su álbum homónimo. Recibió críticas muy positivas por parte de la prensa. La BBC lo catalogó como un “proyecto atrevido realizado con brío”. The Guardian le dio al álbum cuatro de cinco estrellas.
En 2017 lanzan su segundo disco, Baile bucanero, grabado en Bogotá y Providencia.

## Discografía
- 2012: Ondatrópica
- 2017: Baile bucanero

## Crítica
Recibieron buenas críticas de la prensa internacional BBC, Noisey, La revista Rolling Stone.
En el sitio web Rate Your Music, su álbum debut es elegido por los usuarios como el álbum de Cumbia con mejor puntuación.